# Сидки, Азиз Мухаммед
Азиз Сидки (араб. عزيز صدقي‎; англ. Aziz Sedki; 1 июля 1920, Каир — 25 января 2008, XV округ Парижа) — египетский экономист и политический деятель, премьер-министр Египта в 1972—1973 годах. В течение многих лет возглавлял министерство промышленности и курировал работы по развитию египетской промышленности, за что получил признание как «отец египетской индустрии».

## Биография

### Научная карьера
Азиз Мухаммед Сидки родился 1 июля 1920 года в Каире. Получил образование в университетах Александрии и Орегона, в 1944 году окончил инженерный факультет Каирского университета, в 1945 году обучался в докторантуре Гарвардского университета в Кембридже, Массачусетс (США). Имел степень магистра по сельскохозяйственному планированию и индустриализации. После возвращения в Египет преподавал в Александрийском университете.

### Министр промышленности
После Июльской революции 1952 года Сидки был назначен советником по вопросам промышленности при Совете министров Египта и членом Совета общественных услуг, принимал участие в разработке планов развития провинции Ат-Тахрир. 30 июня 1956 года Азиз Сидки был назначен министром промышленности в правительстве Гамаля Абдель Насера. Министерство было создано в связи с начавшейся «египтизацией» важнейших отраслей египетской экономики. Задачами министерства на первых порах стали осуществление внутренней экономической политики, определение сумм и направленности капиталовложений, строительство новых промышленных предприятий. Сам Азиз Сидки определил суть стоящих перед ним задач в формуле «Направлять и сотрудничать». Он объяснял свою политику в отношении египетских предпринимателей желанием оградить их от риска убытков при капиталовложениях и поисками сделок, которые были бы выгодны как предпринимателям, так и государству
В 1957 году Сидки был избран депутатом Национального собрания. Одновременно он являлся акционером и членом Административного совета египетской страховой компании «Мыср».
6 августа 1957 года Азиз Сидки выступил в Национальном собрании Египта и заявил, что индустриализация страны является основой развития национальной экономики и главным фактором обеспечения независимости страны, а 3 декабря того же года на пресс-конференции отметил, что особую роль в индустриализации Египта играет экономическая и техническая помощь со стороны СССР. Вскоре после этого он возглавил экономическую делегацию, которая 6 января 1958 года прибыла в Москву для переговоров о расширении экономического сотрудничества. В ходе переговоров было заключено широкомасштабное долгосрочное экономическое соглашение, разорвавшее экономическую блокаду Египта.
Тем временем экономическая политика Насера стала меняться. 5 декабря 1957 года на III конгрессе кооператоров, проходившем в актовом зале Каирского университета, президент провозгласил курс на построение «демократического кооперативного социализма», а вскоре после возвращения Сидки из Москвы подписал закон «Об организации и построении промышленности», который усилил дирижизм в экономике Египта. Теперь предприниматель для открытия нового предприятия должен был получить разрешение министерства промышленности, что вызвало протесты в среде египетских промышленников и обвинения в ограничении свободы предпринимательства. Вопросами индустриализации Египта занимался также созданный в 1957 году Национальный комитет по планированию, который начал внедрять в экономику плановые начала. Входивший в его состав Азиз Сидки стал одним из главных авторов Четырёхлетнего плана развития промышленности (1957/1958 — 1960/61 гг.), позднее ставшего основой «общего пятилетнего плана развития» (1961—1965). Одновременно в 1960 году была выдвинута 10-летняя экономическая программа, предполагавшая удвоение национального дохода Египта, а в 1961—1964 годах прошла массовая национализация промышленных предприятий, сопровождавшаяся социальными и политическими реформами. В апреле 1962 года Азиз Сидки заявил, что первая группа предприятий и фирм начинает выплату своим рабочим и служащих дивидендов с полученных прибылей.
С 1961 года Сидки также был председателем Специального совета по развитию промышленного пригорода столицы Шубры-Эль-Хеймы.

### Руководитель египетской индустрии
26 марта 1964 года, после реорганизации системы государственной власти и разделения министерства промышленности, Азиз Сидки был назначен заместителем премьер-министра и министром нефти и лёгкой промышленности Египта (министром тяжёлой промышленности стал Самир Хельми) в правительстве Али Сабри. В 1966 году, когда Сидки одновременно занимал пост советника президента по вопросам производства, был разработан Семилетний план, предусматривавший рост национального дохода уже за счёт доминирования в промышленности государственного сектора.
19 июня 1967 года, когда президент Насер лично сформировал новое правительство после поражения в Шестидневной воне, Азиз Сидки лишился поста вице-премьера и возглавил вновь созданное министерство промышленности Египта .
В Египте с помощью СССР продолжало разворачиваться масштабное строительство объектов промышленности и энергетики, однако их создание не всегда было увязано с реальными потребностями страны и структурой её экономики. Тем не менее к началу 1970-х годов доля государственного сектора в промышленности достигла 84 %. Сам Азиз Сидки в период сотрудничества с СССР высоко оценивал советскую помощь:
Не преувеличивая, могу сказать, что без советской помощи невозможно было бы добиться тех достижений, которые мы имеем сегодня. К тому же у нас не было никаких возможностей для сотрудничества в деле индустриализации Египта ни с одной страной Запада...Роль Советского Союза не ограничивалась лишь строительством промышленных предприятий. Он практически доказал своё стремление помочь нам в ускоренном развитии всей национальной экономики. Наряду с экономическим и техническим сотрудничеством в области создания египетской национальной индустрии, в строительстве высотной плотины, Хелуанского металлургического комбината, в освоении 200 тыс. федданов пустынных земель, - наряду со всем этим мы подписали с Советским Союзом ряд торговых соглашений... Благодаря советской помощи промышленное производство Египта возросло за 20 лет на 800%.
В 1970 году, в период Войны на истощение, Азиз Сидки входил в Высший совет гражданской обороны Египта.

### Азиз Сидки и Садат
После смерти Насера и прихода к власти Анвара Садата Азиз Сидки не только сохранил, но и укрепил свои позиции в высших эшелонах власти. 18 ноября 1970 года он был назначен заместителем премьер-министра, министром промышленности, нефти  и минеральных ресурсов ОАР в правительстве Махмуда Фавзи. Весной 1971 года ему в ранге вице-премьера вновь была поручена экономическая миссия в Москву, во время которой он был принят лидерами СССР Л.И. Брежневым и А.Н. Косыгиным. В ходе многодневного визита, длившегося с 9 по 17 марта 1971 года, Азиз Сидки подписал 16 марта новое соглашение об экономическом и техническом сотрудничестве между СССР и Египтом, а также протокол о товарообороте между двумя странами на 1971 год.
Когда через два месяца в руководстве Египта разразился кризис, Азиз Сидки не поддержал своего бывшего руководителя Али Сабри и оказался на стороне президента Садата. 15 мая 1971 года был опубликован президентский декрет о сформировании нового правительства ОАР, в котором Сидки занял посты заместителя премьер-министра и министра промышленности, нефти и минеральных ресурсов . 18 мая Садат временно поручил Азизу Сидки руководство правящим Арабским социалистическим союзом, назначив его председателем Временного генерального секретариата АСС, а 25 мая назначил Сидки временным генеральным секретарём АСС до чрезвычайной сессии Всеобщего национального конгресса АСС в июле 1971 года,

### Зарубежные поездки Азиза Сидки
- СССР — июль—август 1969 года[25];
- СССР — июль 1970 года (сопровождает Насера);
- СССР — декабрь 1970 года (сопровождает Али Сабри)[26];
- СССР — 9 — 17 марта 1971 года[27] (15 марта принят А. Н. Косыгиным)[28]);
- Румыния — декабрь 1971 года[29];
- СССР — февраль 1972 года (принят Л. И. Брежневым и А. Н. Косыгиным)[30];
- СССР — октябрь 1972 года (принят Н. В. Подгорным и А. Н. Косыгиным)[30];
- Катар, Бахрейн, Кувейт и Объединённые Арабские Эмираты — декабрь 1972 года[31];

### Премьер-министр Египта
- В 1972—1973 годах — премьер-министр Египта и член Высшего совета подготовки к войне[4].

Правительство Сидки имело задачу подготовить Египет «к тотальной конфронтации с израильским агрессором». Стали регулярными поездки Сидки и министров по стране, ежемесячные отчёты Сидки по радио и телевидению.
После отставки Азиз Сидки был назначен советником президента. В последующие годы он выступал против приватизации государственных предприятий, коррупции, сращивания бизнеса и власти, в период правления Хосни Мубарак протестовал против возможности наследования поста президента. В последние годы жизни Азиз Сидки возглавлял Патриотический фронт за демократию и активно критиковал египетские власти.
Азиз Мухаммед Сидки скончался 26 января 2008 года в Европейском госпитале им. Жоржа Помпиду в Париже.